# Bethalus stricticauda
Bethalus stricticauda är en kräftdjursart som först beskrevs av Dollfus 1895.  Bethalus stricticauda ingår i släktet Bethalus och familjen Armadillidae. Inga underarter finns listade i Catalogue of Life.